# Jambon de Lacaune
Pour les articles homonymes, voir Lacaune.
Le jambon de Lacaune est une charcuterie des monts de Lacaune, au sud-ouest du Massif central en France. Elle bénéficie de la protection d'une indication géographique protégée depuis 2015.

## Présentation
La couleur rouge plus ou moins sombre est homogène, le persillé fin et le gras de couverture blanc mesure un à deux cm d'épaisseur. La saveur salée n'est pas envahissante et conserve le goût de viande de porc affinée. La texture est souple et fondante.

## Origine

### Historique

#### La route du sel
Lacaune est une région d'accès difficile, toutefois, elle est sur une route de passage depuis l'Antiquité : les habitants des hautes terres descendaient chercher au bord de la mer le sel dont ils avaient besoin pour conserver leur viande et échangeaient leur production dans le bas pays. (département de l'Hérault). Ils vendaient viande et fromages contre sel et vins. Au Moyen Âge, ces échanges perdurent et la route est jalonnée d'abbayes bénédictines possédant chacune une saline. Au XIXe siècle, le vignoble languedocien se développe et les hommes de la montagne descendent au moment des vendanges avec leurs salaisons. Ils remontent au pays avec du vin et du sel. L'échange bi-millénaire se poursuit. À la même époque, la vente se développe aussi dans la plaine du département du Tarn, mais aussi dans les départements limitrophes : Gard, Aude, Haute-Garonne et Aveyron. 

#### Les maseliers
Dès le Moyen Âge, les « maseliers de Lacaune », bouchers en occitan, ont leur charte rédigée en langue vernaculaire dans un cartulaire. Lacaune bénéficie du statut de ville franche en 1236. Un siècle plus tard, la prospérité amène les seigneurs à taxer les charcutiers. Cette richesse venue du cochon amène les Lacaunais à créer la fête de la « sens porc », saint porc, au début de l'hiver, aux premiers frimas pour favoriser une bonne conservation de la viande.
Le terme maselier, au départ signifiant boucher qui abat porcs, bœufs, moutons, devient, à partir du XVe siècle synonyme de charcutier avec la spécialisation locale.

#### La phase de croissance
Au début du XXe siècle, le développement des transports et la création de la station thermale de Lacaune rebaptisée en Lacaune-les-Bains activent la commercialisation de jambon toujours majoritairement vers l'Hérault. Les ateliers de Murat-sur-Vèbre se font une renommée avec les salaisons sèches de saucisson et saucisse de Lacaune. Les charcuteries familiales cèdent la place à des entreprises artisanales, au nombre de 36 à la veille de la Seconde Guerre mondiale. On trouve çà et là, des anciens ateliers caractérisés par une salle de découpe au rez-de-chaussée surmontée d'un séchoir clos de volets d'aération mobiles sur 2-3 côtés. Après guerre, l'apparition des chambres froides et la mise au point de séchoirs à atmosphère contrôlée fait passer les salaisons au rang industriel. Une cinquantaine d'ateliers justifie l'ouverture d'un abattoir aux normes en 1968, remplaçant 50 tueries artisanales.

#### Situation en 2011

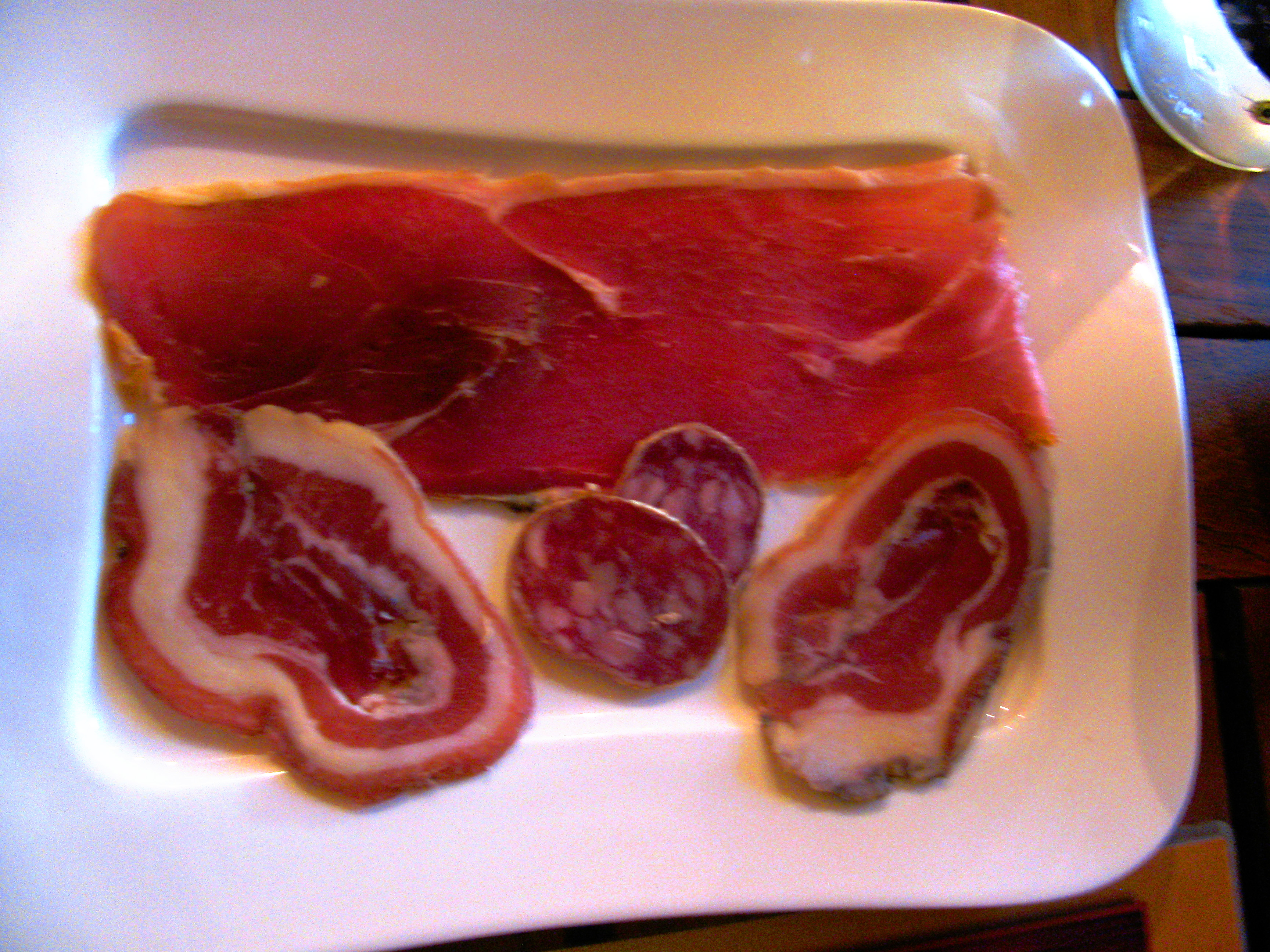
Jambon de Lacaune et autres charcuteries du terroir.

En 2011, la filière est représentée par un abattoir, un atelier de découpe des porcs, un atelier de découpe de viande et 33 entreprises de transformation, salaison, commercialisation. Elle représente 1 000 emplois, soit 50 % de l'agro-alimentaire dans le Tarn. 35 000 tonnes de viande sont traitées et 8 000 tonnes de jambon commercialisées, représentant un chiffre d'affaires de 150 millions d'euros. Le marché est réparti sur la région Occitanie et la vente directe (à la boutique ou sur les marchés) se maintient à 20 %.

#### L'Indication Géographique Protégée
La qualité de la production de jambon a conduit les producteurs à se fédérer et à demander une reconnaissance géographique de l'aire de production. La filière regroupe les opérateurs en deux collèges. Le premier regroupe les éleveurs et fabricants d'aliment, les abatteurs et les découpeurs ; le second, les salaisonniers. Six salaisonniers mettent en marché les jambons : Fougassié, la Lacaunaise, Milhau, Oberti et Pujol à Lacaune, et Millas à Murat-sur-Vèbre.
Le dossier de reconnaissance en Indication géographique protégée a abouti en 2015.

### Géographie

#### Aire délimitée
Les opérations d'abattage, découpe et salaison se déroule dans une aire limitée à onze communes autour de Lacaune, à une altitude minimale de 800 mètres d'altitude. Les communes sont Barre (Tarn), Berlats, Escroux, Espérausses, Gijounet, Lacaune (Tarn), Murat-sur-Vèbre, Nages, Senaux et Viane (Tarn). Ce territoire a été défini par le climat favorable aux salaisons et par la réputation de leurs charcuteries et leur concentration dans ce petit périmètre. Quarante pour cent de la zone est boisée et la pollution atmosphérique est réduite

#### Climat
Les Monts de Lacaune sont au carrefour des climats océanique et méditerranéen, fortement influencés par le climat montagnard lié à l'altitude. La résultante de ces influences donne une pluviométrie élevée et bien répartie toute l'année et des températures moyennes fraîches, dont la présence de neige l'hiver.

## Mode de production

### Élevage des porcs
L'élevage des porcs se fait à base de céréales et protéagineux. La qualité de l'alimentation est destinée à réduire le taux d'acides gras insaturés qui supportent moins bien l'oxydation. 

### Abattage et préparation
À l'abattoir, la découpe de la cuisse du porc est bien définie pour favoriser une pénétration optimale du sel dans la viande. À l'arrivée à l'atelier, les jambons sont triés pour ne conserver que des pièces de plus de 9 kg dont l'épaisseur de gras est d'au moins un centimètre. Ce taux de matière grasse renseigne sur le gras intramusculaire au piège les saveurs au séchage. Les pièces sont massées pour extraire le sang, puis marquées d'un numéro de lot.

### Salage
Le jambon est salé au sel de mer sec. Du nitrate de potassium peut être utilisé pour la stabilisation vis-à-vis des bactéries. Une petite quantité de sucre peut être ajoutée. Elle aide la fermentation lactique : les bactéries lactiques naturellement présentes dans la viande, fermentent le sucre en acide lactique. Cette opération abaisse le pH de la viande et empêche le développement de bactéries pathogènes.
Le salage dure 12 à 20 jours en fonction du poids de viande, du saloir et des opérateurs. Après essuyage du sel excédentaire, les jambons sont transférés au séchoir.

### Séchage et affinage
Les jambons subissent une maturation ; ils sont stockés un mois en chambre froide entre 2 et 11 °C, pour permettre au sel de gagner l'intérieur et de développer les arômes. La durée optimale est déterminée par le salaisonnier. Le jambon doit être souple et sec en surface : pas de suintement mais quelques cristaux de sels sont possibles et l'odeur caractéristique apparait. Un étuvage facultatif permet de remonter la température progressivement à 20 °C. Lors du séchage-affinage, les pièces sont suspendues dans un séchoir qui peut être régulé automatiquement ou géré par l'ouverture ou fermeture d'entrées d'air selon les conditions de température et d'humidité. Cet air est naturellement favorable à l'affinage du produit, venant d'une altitude proche de 1 000 mètres.
La durée totale entre salage et commercialisation doit être d'au moins sept mois, mais ce délai est augmenté en fonction du poids de départ des pièces. Pour une bonne conservation, le jambon peut être panné. Le fumage est interdit.

## Consommation

### Commercialisation
La commercialisation peut se faire en jambon entier à l'os ou désossé, en quart de jambon ou tranché, en barquette ou à la coupe chez les détaillants ou grandes surfaces.

### Dégustation et conservation
Le jambon sec est un produit fragile sujet à dessiccation et craint la chaleur. Le jambon entier doit être conservé au frais et dans un lieu aéré. Le jambon découpé est à garder dans le bac à légume du réfrigérateur. Une possible remontée de sel peut apparaître sous la forme de taches blanches. La première tranche sera alors utilisée en cuisine.
Le jambon se tranche finement pour en apprécier la qualité. Sur le plan nutritionnel, le jambon sec est un concentré de nutriments. Il comporte 24 à 27 % de protéines. La matière grasse participe à la saveur, toutefois, pour alléger le produit, il est facile de découper la partie externe qui concentre le gras.

### En cuisine
Cru, il permet de relever une salade, coupé en allumettes.
Dans la cuisine tarnaise, le jambon de Lacaune est utilisé pour relever une sauce et apporter une touche salée et de viande affinée. Il est utilisé par exemple dans le gras double à l'albigeoise. Dans ce type de recette, il peut être coupé en tranches épaisses afin de former de cubes d'un centimètre de côté.

## Folklore
Depuis l'ancienne fête du sens porc, l'animal qui a donné sa richesse aux Monts de Lacaune est toujours à l'honneur. En 1995, la confrérie des maseliers des monts de Lacaune est créée, appuyée par la banda « Lous maseliers » et ils fêtent tous ensemble depuis une trentaine d'années la charcuterie lacaunaises par une fête, la fête de la charcuterie.
La maison du cochon a ouvert en 1999 : elle présente l'histoire de la production charcutière locale. Elle s'appelle maintenant[Quand ?] la maison de la charcuterie[réf. nécessaire].

## Sources